# 1 Dywizja Litewsko-Białoruska

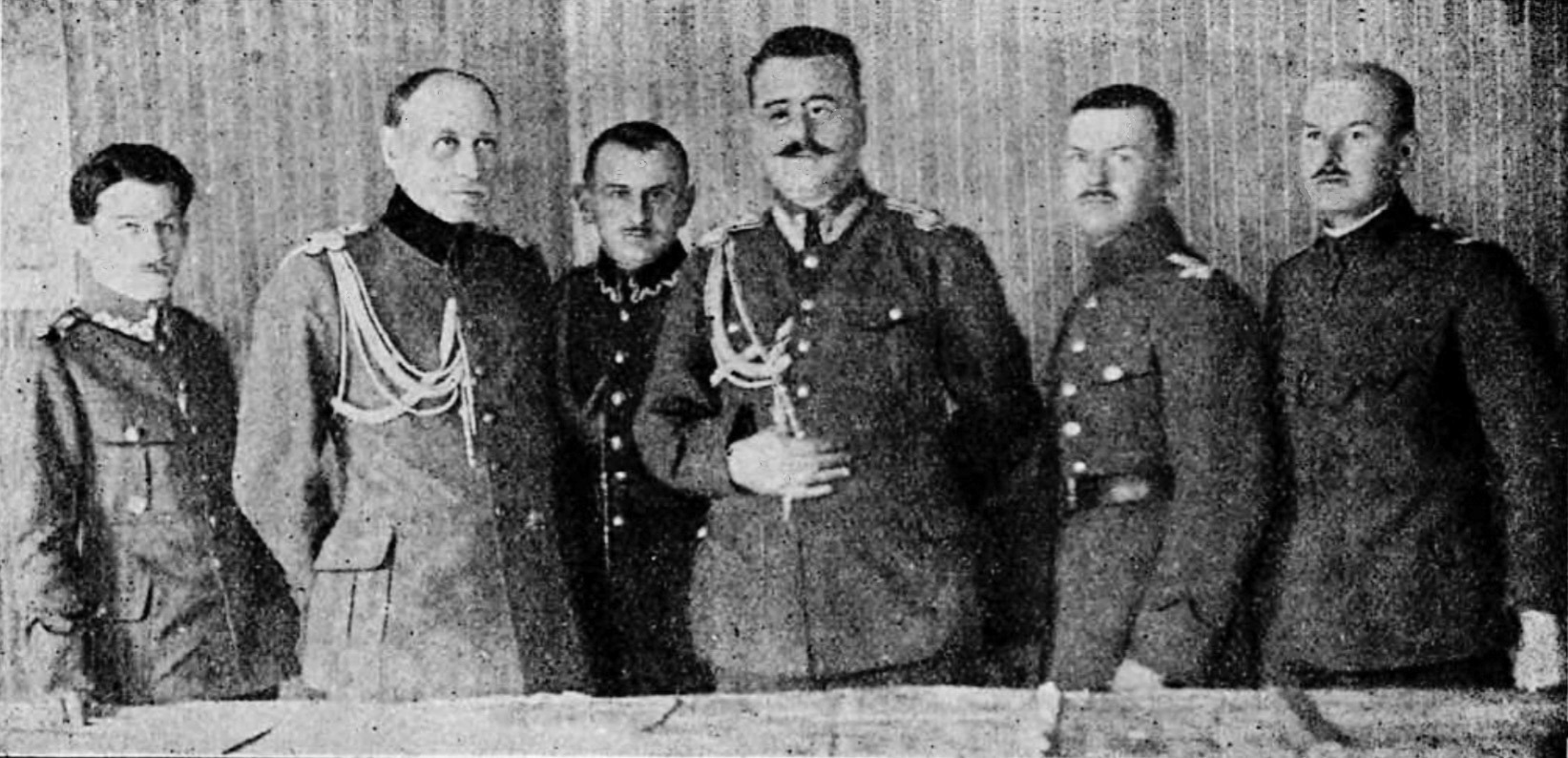
Sztab 1 Dywizji Litewsko-Białoruskiej: gen. Wacław Iwaszkiewicz-Rudoszański 4. z lewej, płk Edmund Kessler 2. z lewej

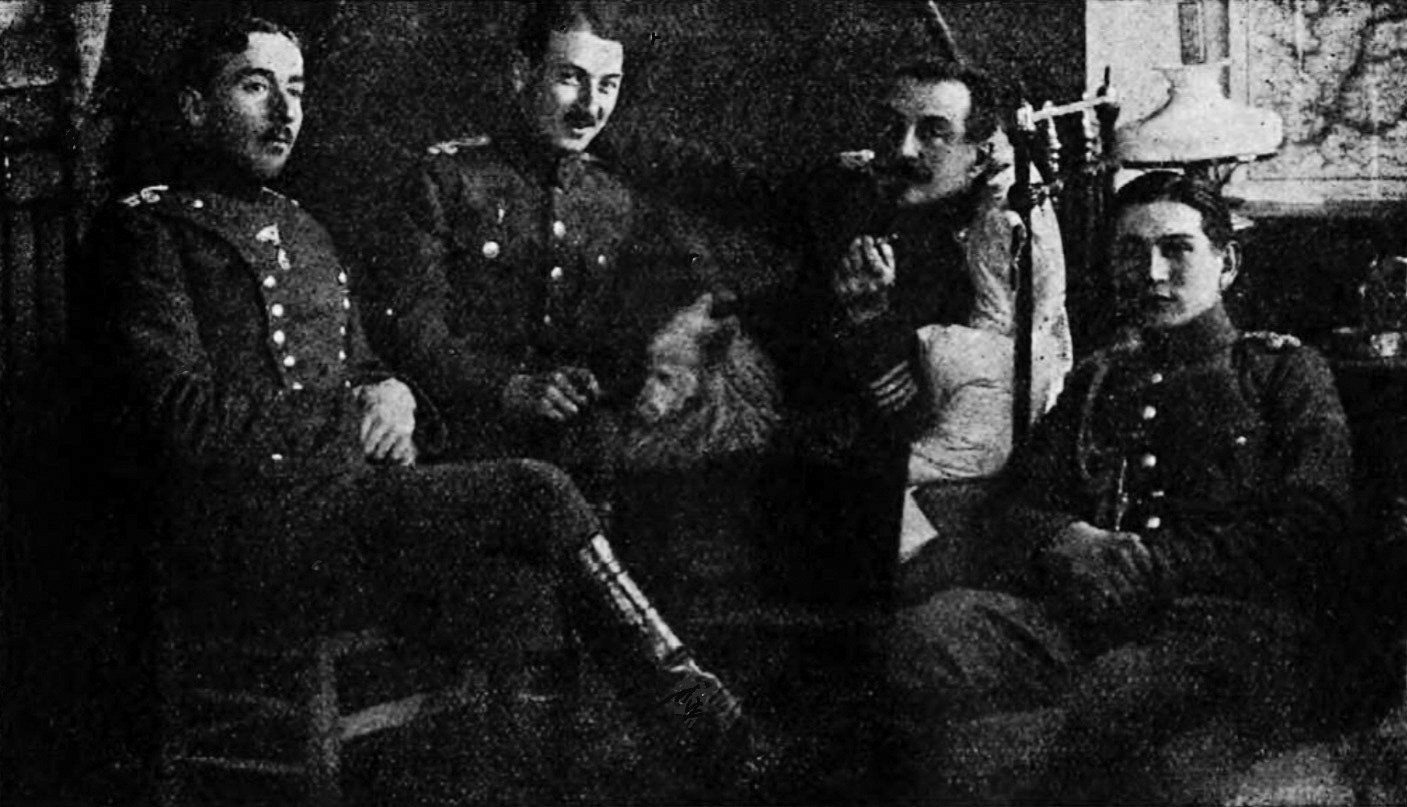
Oficerowie 1 Dywizji Litewsko-Białoruskiej w Wołkowysku, z płk Bolesławem Freyem pośrodku; 1919

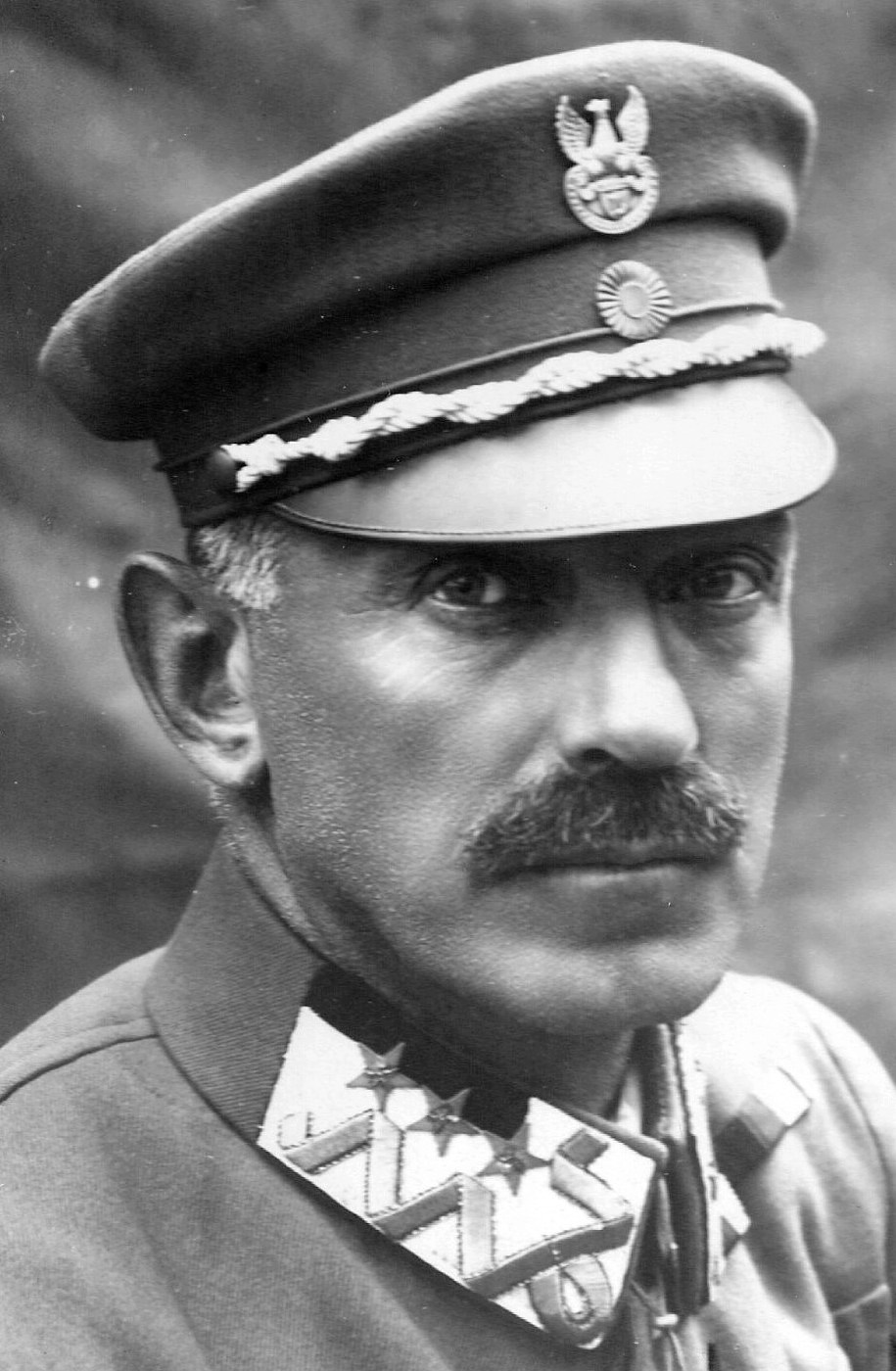
Gen. Stanisław Szeptycki

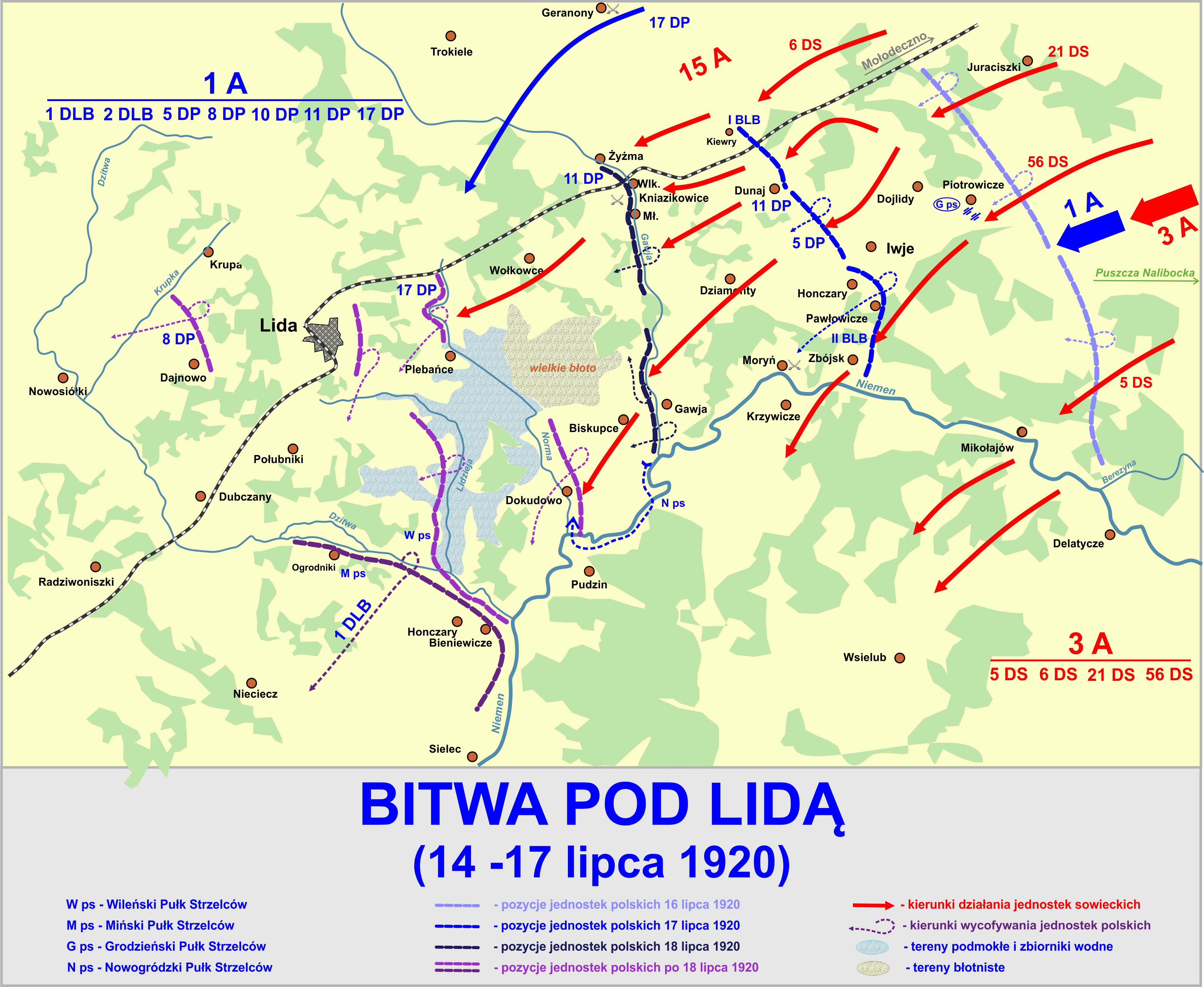

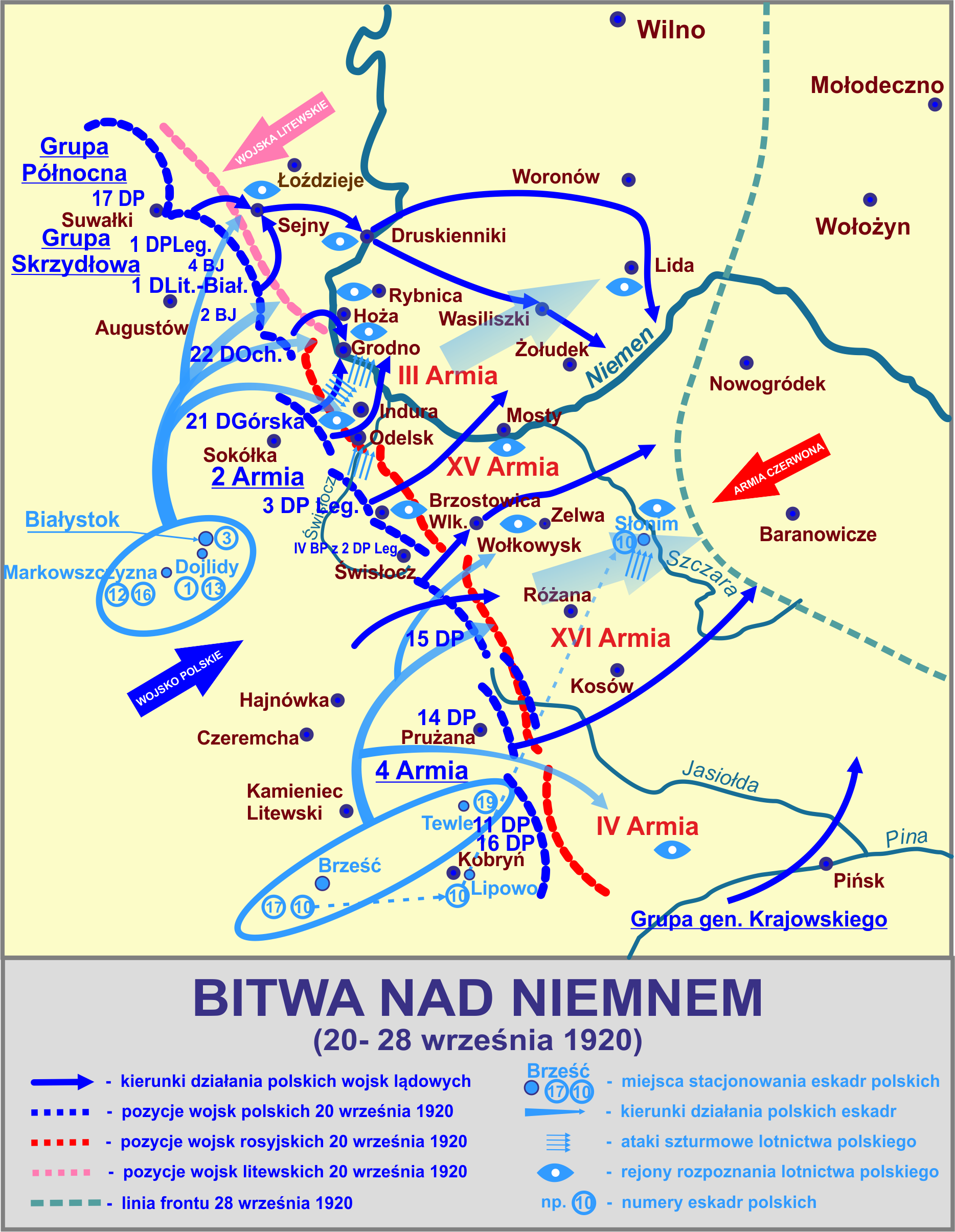

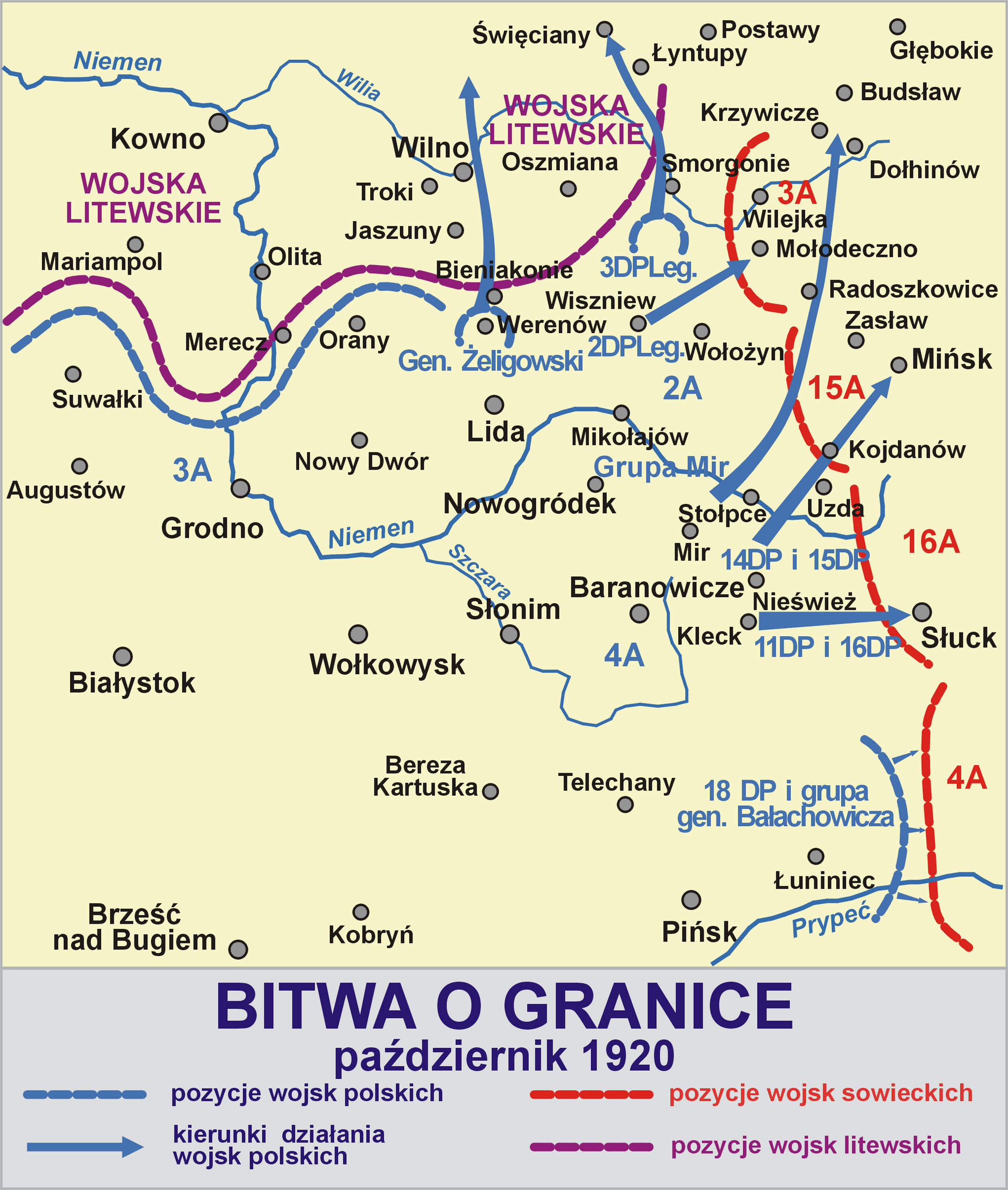

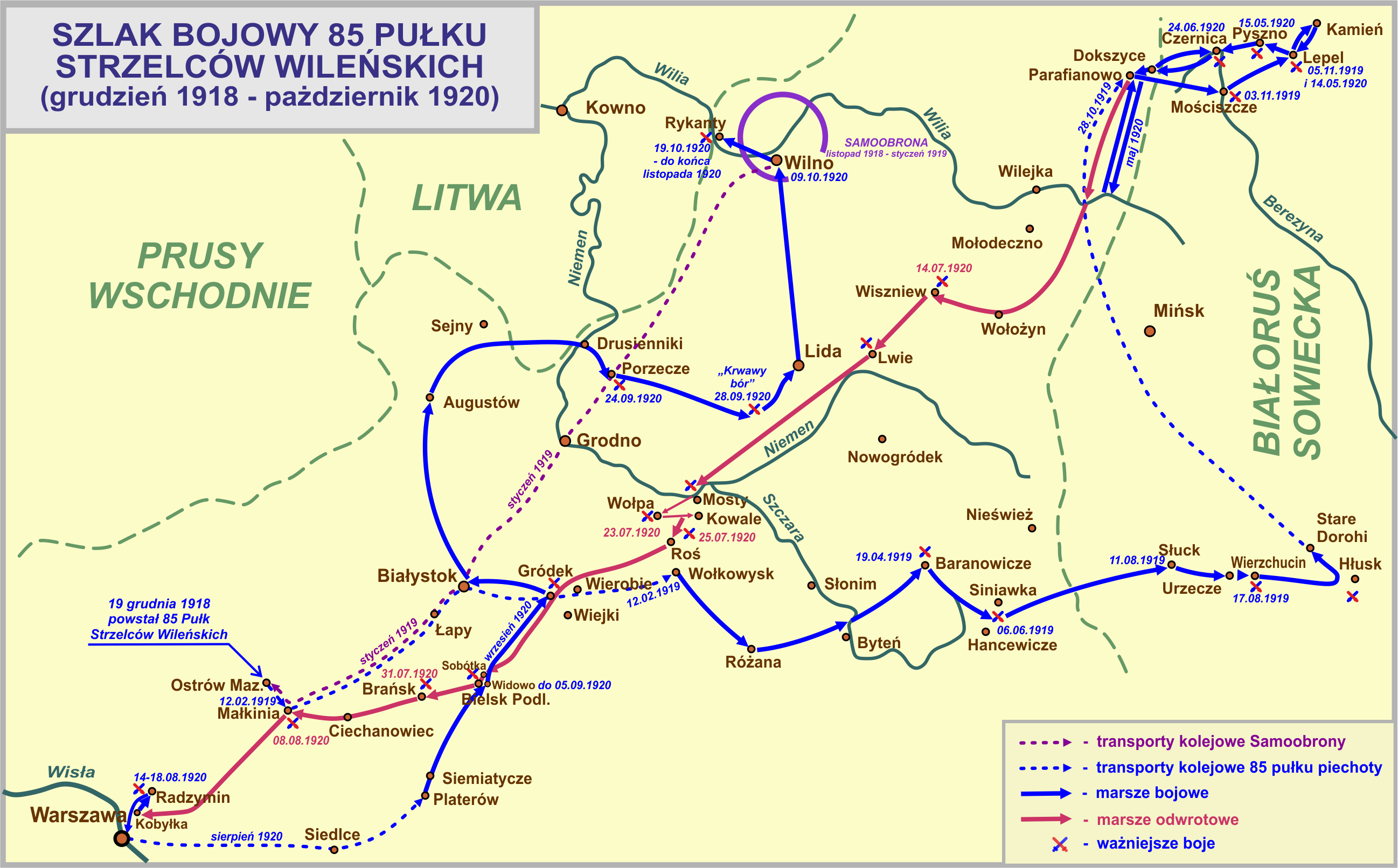

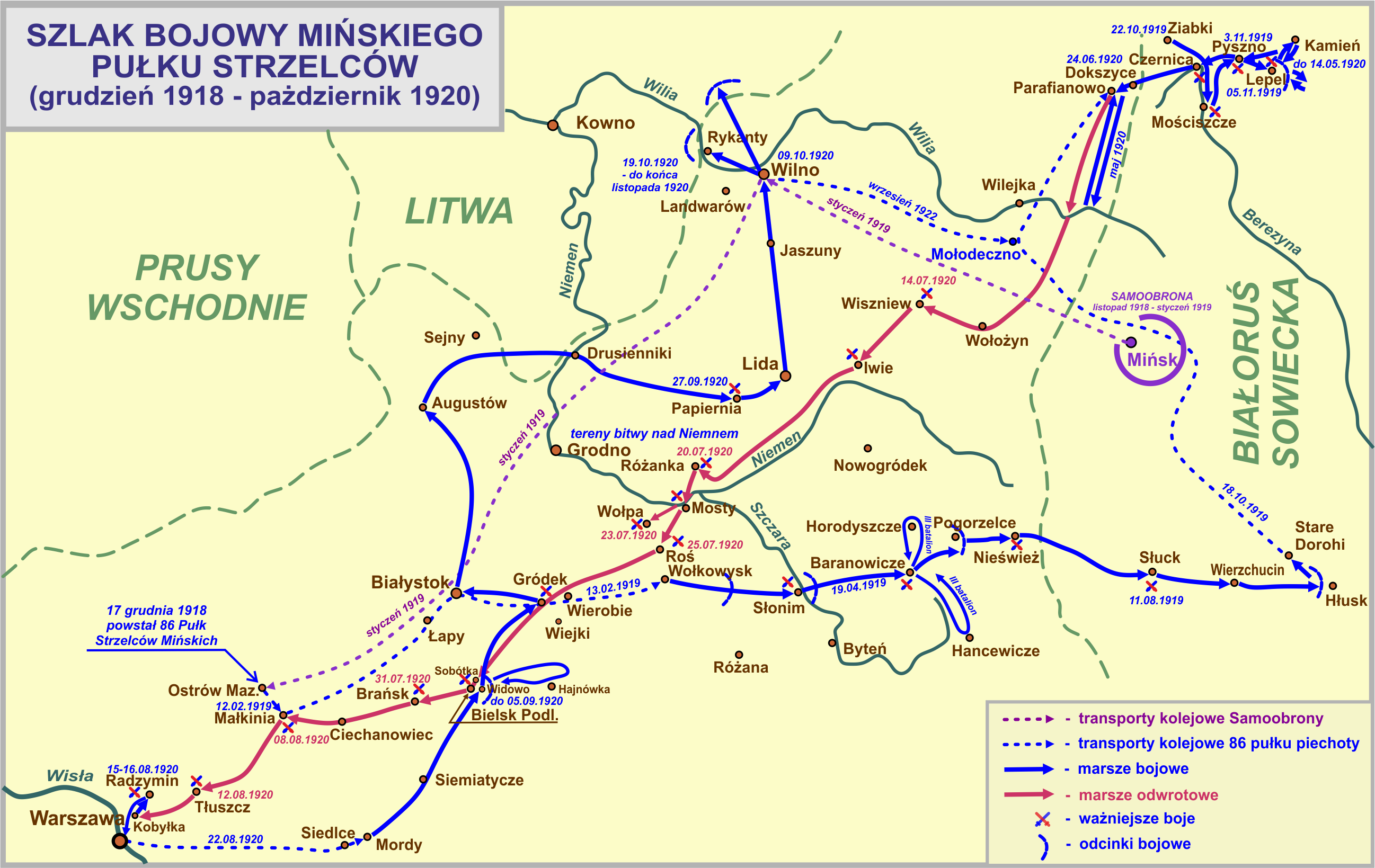

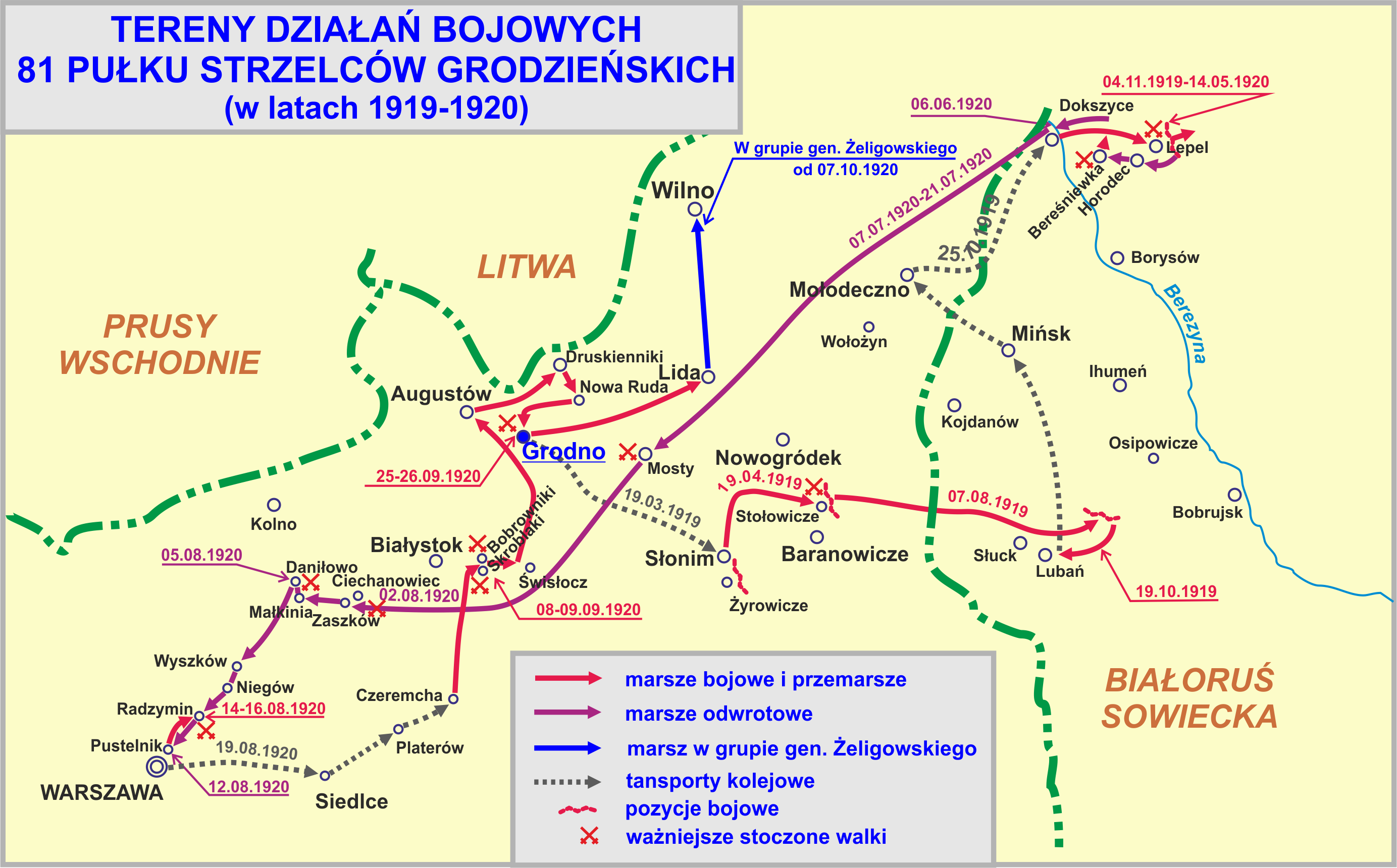

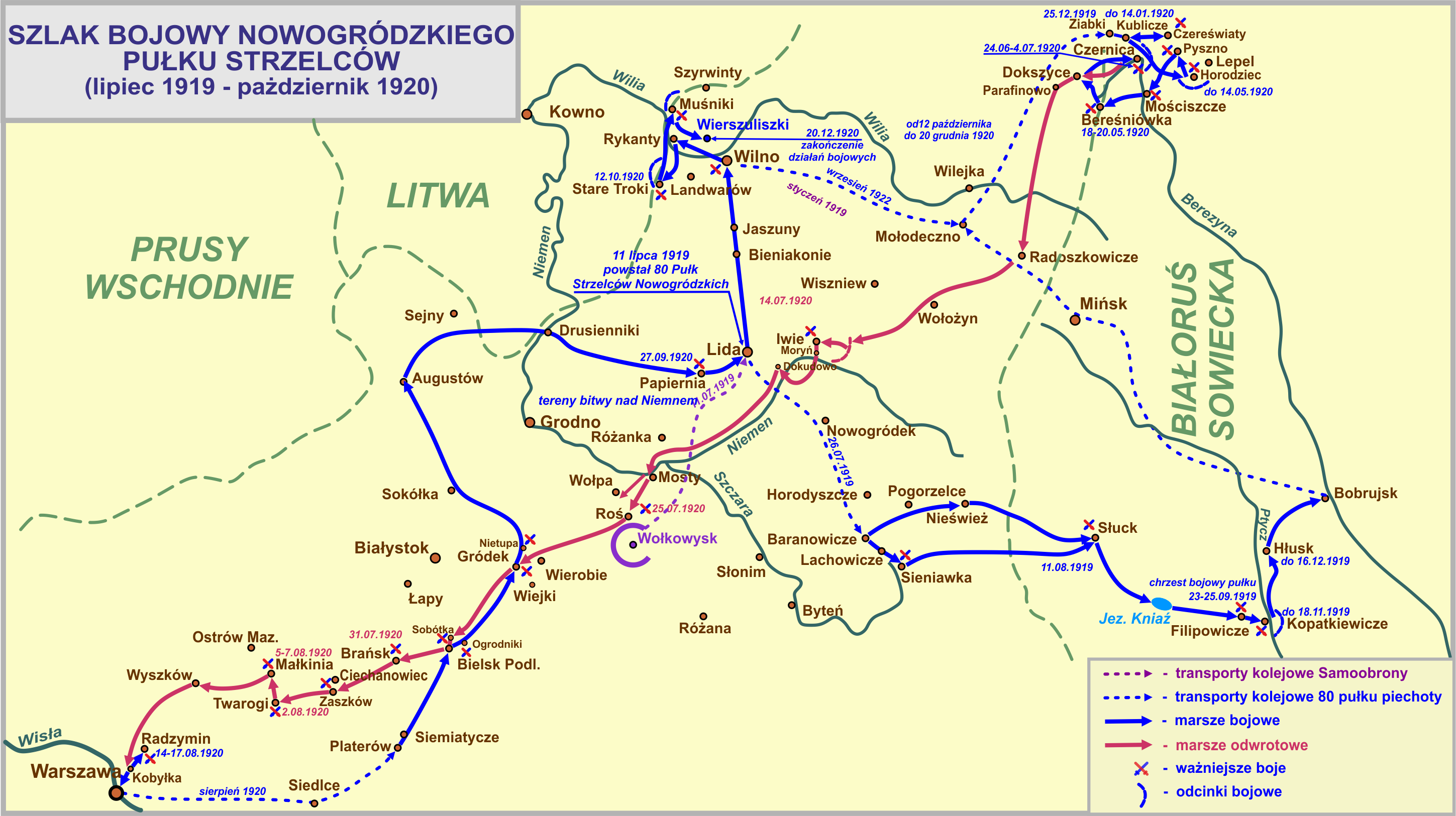

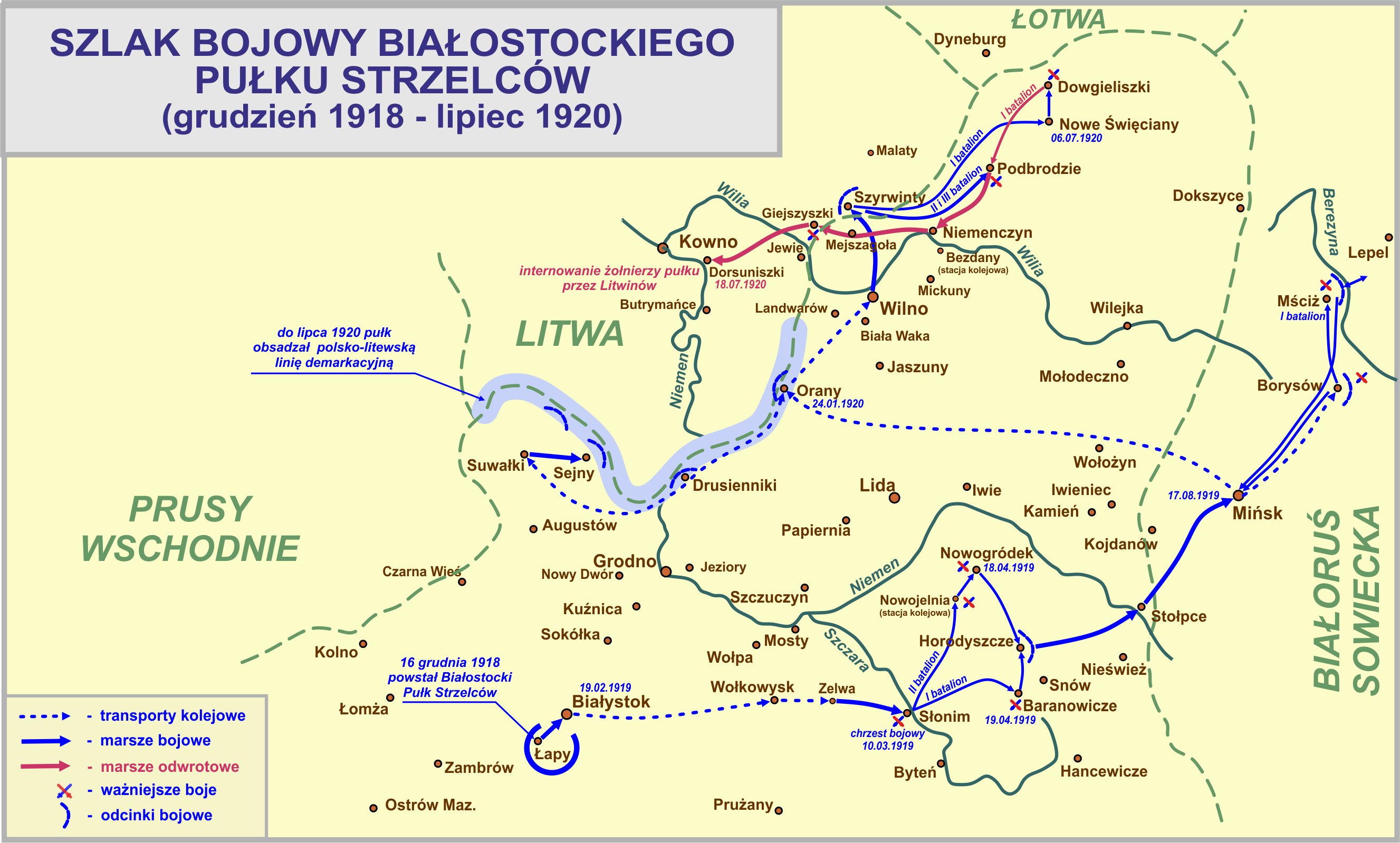

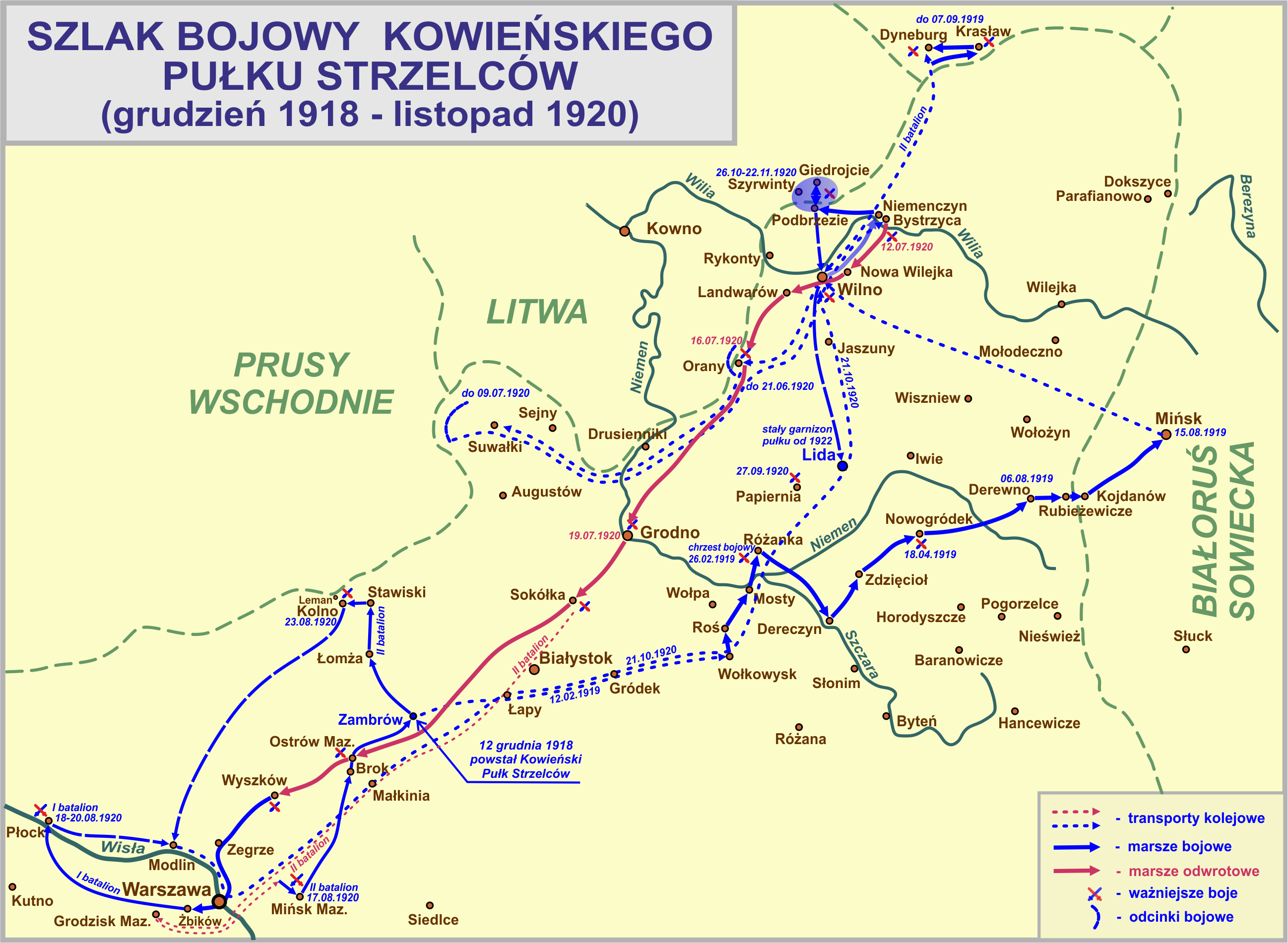

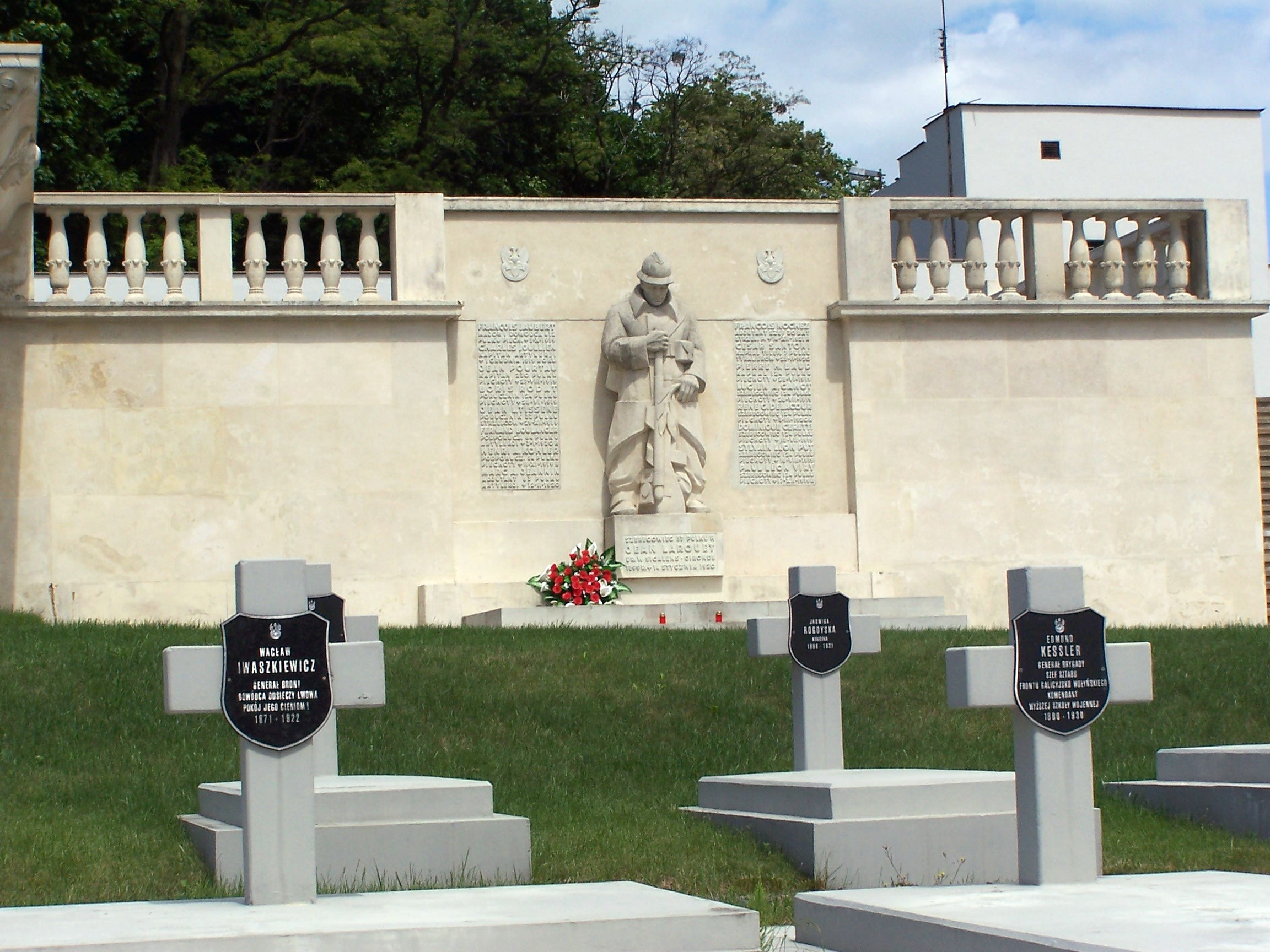
Grób gen. Wacława Iwaszkiewicza na Cmentarzu Łyczakowskim (po lewej).

1 Dywizja Litewsko-Białoruska (1 DLit.-Biał.) – wielka jednostka piechoty Wojska Polskiego w latach 1918–1921.

## Formowanie
Wraz z wycofywaniem się wojsk niemieckich z terytorium Imperium Rosyjskiego, na opuszczonych przez nich terenach zamieszkanych przez Polaków zaczęły formować się polskie samoobrony kresowe. Polityczny mecenat nad nimi sprawował powstały w listopadzie 1918 Komitet Obrony Kresów Wschodnich pod prezesurą księcia Eustachego Sapiehy. Pojawiła się potrzeba włączenia ich w skład regularnego Wojska Polskiego. Cel ten miał zostać zrealizowany poprzez utworzenie Dywizji Litewsko-Białoruskiej.
Dywizja została sformowana zgodnie z rozkazem Naczelnego Wodza Wojska Polskiego Józefa Piłsudskiego nr 1132/I z 26 listopada 1918 roku:

(…) Dla uchronienia Polaków i mienia polskiego na Kresach Wschodnich Naczelne Dowództwo WP zamierza tworzyć dywizję litewsko-białoruską, uwzględniając już tam istniejące związki. Społeczeństwo polskie przez „Komitet Obrony Kresów Wschodnich” niesie pomoc we wszystkich kierunkach.

Dywizja Litewsko-Białoruska miała skupiać ochotników z Kresów Wschodnich, przede wszystkim zgrupowanych w istniejących już Samoobronach kresowych. Jej dowódcą został gen. Wacław Iwaszkiewicz-Rudoszański. Według rozkazu Dywizja miała mieć następującą strukturę:
- 1 Brygada Litewsko-Białoruska – złożona z 2 pułków: suwalskiego i kowieńskiego;
- 2 Brygada Litewsko-Białoruska – złożona z 2 pułków: grodzieńskiego i białostockiego;
- 3 Brygada Litewsko-Białoruska – złożona z 2 pułków: wileńskiego i mińskiego;
- pułk kawalerii;
- oddział artylerii[1].

Zakładano przy tym, że z czasem Dywizja rozwinie się w trzypułkowe brygady. Początkowo tempo jej tworzenia było powolne. Pierwszym sformowanym pułkiem był miński pułk piechoty, utworzony rozkazem z 10 grudnia 1918 roku. W jego skład weszło ok. 1000 ochotników z grupy mińskiej pod dowództwem płk. Fabiana Kobordo. Następnie, 19 grudnia, utworzono wileński pułk strzelców pod dowództwem płk. Kazimierza Skrzyszewskiego. Formowanie Dywizji nabrało tempa dopiero w styczniu 1919 roku, po licznym napływie ochotników ze wschodu, przede wszystkim członków samoobrony Litwy i Białorusi. Początkowo miejscem organizacji Dywizji była Ostrów Mazowiecka, następnie miał się nim stać Wołkowysk.

## Działania zbrojne
Jesienią 1918 roku, kiedy Wojsko Polskie było jeszcze bardzo nieliczne i już zaangażowane w walki z Ukraińcami w Galicji Wschodniej, Dywizja Litewsko-Białoruska była jedną z zaledwie dwóch grup polskich wojsk działających na północno-wschodnim pograniczu Polski. Początkowo otrzymała ona rozkazy o charakterze defensywnym. 11 stycznia 1919 roku ukazała się instrukcja Sztabu Generalnego WP, która dawała jej bardziej ofensywne zadania. Zgodnie z nią, Dywizja powinna kierować się na Prużanę, Kobryń, Wołkowysk i Grodno, przejmując terytoria od wycofujących się wojsk niemieckich, a tym samym zapobiegając ich zajęciu przez Armię Czerwoną. Zadanie to jednak przekraczało możliwości Dywizji, liczącej wówczas nieco ponad 2 tysiące żołnierzy.
Po reorganizacji Dywizja składała się z trzech brygad piechoty. W każdej brygadzie znajdowały się dwa pułki strzelców.
- Dowództwo dywizji
- I Brygada – płk Bolesław Frej (od 3 IV 1919)
  - Białostocki pułk strzelców
  - Lidzki pułk strzelców
- II Brygada – gen. ppor. Adam Mokrzecki (od 3 IV 1919)
  - Kowieński pułk strzelców
  - Grodzieński pułk strzelców
- III Brygada – płk Aleksander Boruszczak (od 3 IV 1919)
  - Wileński pułk strzelców
  - Miński pułk strzelców
- kompania telegraficzna

21 października 1919 na bazie dywizji sformowano dwie wielkie jednostki piechoty – 1 i 2 Dywizja Litewsko-Białoruska. W skład każdej z nich wchodziły dwie brygady złożone z dwóch pułków strzelców. Po reorganizacji struktura organizacyjna dywizji wyglądała następująco:
- dowództwo dywizji
- I Brygada
  - Wileński pułk strzelców
  - Miński Pułk Strzelców
- II Brygada
  - Grodzieński pułk strzelców
  - Nowogródzki pułk strzelców
- I Brygada Artylerii
- 1 pułk artylerii polowej Litewsko-Białoruski
- 1 dywizjon artylerii ciężkiej Litewski-Białoruski
- III dywizjon 3 pułku strzelców konnych
- XIX Batalion Saperów

7 października 1920 dywizja „zbuntowała się” i zajęła Wilno, a następnie weszła w skład Wojska Litwy Środkowej i została zreorganizowana. Na jej bazie utworzono trzy samodzielne brygady. Brygady I i II pozostały w dotychczasowym składzie. Brygadę III utworzono z 5 Ochotniczego pułku strzelców i 6 Harcerskiego pułku strzelców.
W wyniku kolejnej reorganizacji Wojsk Litwy Środkowej utworzono 1, 2 i 3 Dywizję Litewsko-Białoruską. W skład każdej z nich włączono dwa pułki strzelców. 5 Ochotniczy pułk strzelców został rozformowany, a 6 Harcerski pułk strzelców stał się jednostką samodzielną.
- 1 Dywizja Litewsko-Białoruska
  - Wileński pułk strzelców
  - Miński pułk strzelców
- 2 Dywizja Litewsko-Białoruska
  - Grodzieński pułk strzelców
  - Nowogródzki pułk strzelców
- 3 Dywizja Litewsko-Białoruska
  - Lidzki pułk strzelców
  - Kowieński pułk strzelców

12 października 1921 wszystkie dywizje i pułki przemianowano nadając im numerację obowiązującą w Wojsku Polskim. Równocześnie dywizje przeszły na „stopę pokojową”. W skład 1 Dywizji włączono Kowieński pułk strzelców. W skład 2 Dywizji włączono Słucki pułk strzelców i Białostocki pułk strzelców, a Grodzieński pułk strzelców podporządkowano 3 Dywizji. Skład 3 Dywizji uzupełnił 41 Suwalski pułk piechoty.
- 1 Dywizja - 19 Dywizja Piechoty
  - Kowieński pułk strzelców - 77 pułk piechoty (II RP)
  - Wileński pułk strzelców - 85 pułk strzelców wileńskich
  - Miński pułk strzelców - 86 pułk piechoty (II RP)
- 2 Dywizja - 20 Dywizja Piechoty
  - Słucki pułk strzelców - 78 pułk piechoty (II RP)
  - Białostocki pułk strzelców - 79 pułk piechoty (II RP)
  - Nowogródzki pułk strzelców - 80 pułk piechoty (II RP)
- 3 Dywizja - 29 Dywizja Piechoty (II RP)
  - Suwalski pułk strzelców - 41 Suwalski pułk piechoty
  - Lidzki pułk strzelców - 76 Lidzki pułk piechoty
  - Grodzieński pułk strzelców - 81 pułk strzelców grodzieńskich

## Obsada personalna dowództwa dywizji
Dowódcy dywizji
- gen. Wacław Iwaszkiewicz-Rudoszański (26 IX 1918 – 11 marca 1919
- gen. Stanisław Szeptycki (19 III – VI 1919)
- gen. Adam Wincenty Mokrzecki (VI – IX 1919)
- gen. Józef Lasocki (IX – 6 XII 1919)
- gen. Jan Rządkowski (6 XII 1919 – 31 VII 1920)
- gen. Stefan Latour (31 lipca 1920)
- gen. ppor. Władysław Bejnar (od 31 I 1921)

Szefowie sztabu
- płk SG Edmund Kessler
- ppłk SG Jan Kubin (1 VIII 1919 i 6 IV – 7 V 1920)
- ppłk SG Adam Nałęcz Nieniewski (V – VI 1920)
- mjr SG Władysław Powierza (VI – VIII 1920)

Oficerowie sztabu
- gen. ppor. lek. Aleksander Bernatowicz – szef sanitarny (1918–1919)
- gen. ppor. Wincenty Odyniec – stały pomocnik dowódcy dywizji (od 20 XII 1918)
- kpt. Władysław Gadomski – szef Oddziału Operacyjno-Informacyjnego (1920)
- por. Jan Certowicz – zastępca szefa sanitarnego (1918 – 1919)